# Granica chińsko-tadżycka

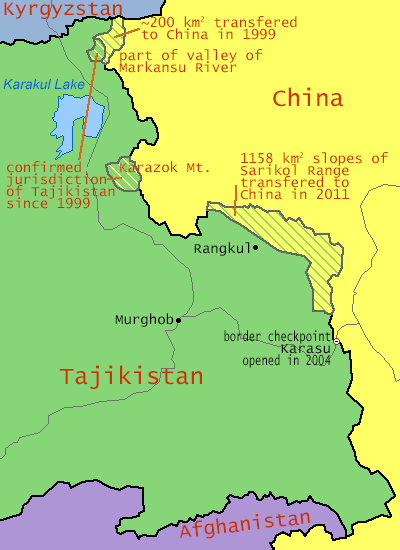

Granica chińsko-tadżycka – granica międzypaństwowa dzieląca terytoria Chińskiej Republiki Ludowej i Tadżykistanu o długości 414 kilometrów.
Początek granicy na północy- trójstyk granic Kirgistanu, Tadżykistanu i Chin w Górach Zaałajskich. Następnie granica  biegnie grzbietami Gór Sarykolskich do trójstyku granic Tadżykistanu, Afganistanu i Chin na południu.
Granica powstała w 1991 roku po proklamowaniu niepodległości przez Tadżykistan. Poprzednio był to odcinek granicy radziecko-chińskiej.
13 stycznia 2011 zmienił się przebieg tadżycko-chińskiej, Tadżykistan scedował na rzecz Chin sporny obszar o powierzchni 1 tys. km², w północnej części granicy.